# Matheson Lang
Matheson Alexander Lang (15 de maio de 1879 — 11 de abril de 1948) foi um ator canadense de cinema e teatro, que era ativo no início do século XX. É lembrado principalmente por suas atuações na Grã-Bretanha em peças teatrais de William Shakespeare. Também atuou como dramaturgo.

## Biografia
Matheson Lang nasceu em Montreal, no Canadá, o filho de Rev. Gavin Lang de Inverness, Escócia. Se educou no Inverness College e na Universidade de St Andrews. Ele fez sua estreia no teatro em 1897. Se tornou conhecido por seus papéis em peças teatrais de William Shakespeare como Hamlet, Macbeth e Romeu e Julieta. Também atuou em peças de Henrik Ibsen e George Bernard Shaw. Atuou nas empresas teatrais de Sir Frank Benson, Lillie Langtry e Ellen Terry.
Em 1903, se casou com a atriz Nellie Hutin Britton, em Londres. No ano de 1906, ele interpretou Tristram na peça de Joseph Comyns Carr, Tristram and Iseult, no Teatro Adelphi, com Lily Brayton como Iseult e Oscar Asche como Rey Mark; a esposa de Lang foi Arganthael.
Lang e sua esposa, posteriormente, formaram sua própria empresa, que visitou a Índia, África do Sul e Austrália, entre 1910 e 1913, representando as obras de Shakespeare. Em 1913, Lang voltou à Inglaterra e criou um de seus papéis mais memoráveis, o personagem-título de Mr. Wu. Ele repetiu esta parte num filme mudo de 1919, e se identificou de tal forma com o papel que intitulou suas memórias, publicadas em 1940, Mr. Wu Looks Back. Em 1914, Lang e Britton, com sucesso, eles produziram The Taming of the Shrew, The Merchant of Venice e Hamlet no Teatro Old Vic.
Em 1916, Lang foi uma das primeiras estrelas teatrais a atuar em um filme mudo, especificamente como Shylock no The Merchant of Venice, com sua esposa interpretando Portia. Continuou atuando no cinema em mais de trinta filmes, e foi uma das primeiras estrelas de cinema britânica da década de 1920. Entre seus papéis notáveis incluem Guy Fawkes (1923), Matthias em Judeu errante (1923) (que também contou com a sua esposa como Judith), Henrique IV em Henry, King of Navarre (1924) e Henrique V em Royal Cavalcade (1935).
Lang também escreveu peças teatrais, como Carnival (1919) e The Purple Mask (1920), ambas produzidas na Broadway e posteriormente adaptadas para o cinema.
Em 1940, Lang e sua esposa estavam na casa de um velho amigo, o romancista Dornford Yates, perto de Pau, na França, quando França se rendeu na Primeira Guerra Mundial. Langs tiveram que fugir dos alemães avançando através de Espanha para Portugal.
Matheson Lang faleceu em Bridgetown, Barbados, aos 68 anos.

## Interpretações selecionadas de Lang
- Tristram and Iseult, como Tristram (Teatro Adelphi, 1906)
- Pete, como Pete Quilliam (1908)